# HTC One (M8)
Das HTC One (M8) ist ein Smartphone von HTC, das am 25. März 2014 als Nachfolger des trotzdem parallel dazu weiterproduzierten HTC One vorgestellt wurde. Der Verkaufsstart in Deutschland war am 4. April 2014. Es besitzt einen Quad-Core Qualcomm Snapdragon Prozessor 801 mit 2,3 GHz und 2 GB RAM. Der 5 Zoll (ca. 12,7 cm) große Bildschirm löst mit 1920 × 1080 Pixeln auf.
Das Betriebssystem ist Android in Version 4.4 (aktuell 6.0), mit der Benutzeroberfläche HTC Sense 6 („SixthSense“) oder Windows Phone 8.1.
Der Nachfolger, das HTC One M9, wurde am 1. März 2015 vorgestellt. Neben dem HTC One M9 gibt es auch eine Neuauflage des HTC One (M8) mit neuen Komponenten. Das HTC One M8s hat eine verbesserte rückseitige Kamera mit wesentlich höherer Auflösung (13 Megapixel statt 4 Megapixel), eine um etwa 10 % vergrößerte Akkukapazität sowie einen schwächeren Achtkern-Prozessor mit 64-Bit-Architektur. Der Barometersensor und die Infrarotschnittstelle entfallen beim M8s.

## Ausstattung
Das One besitzt zwei Kameras auf der Rückseite, wobei eine der beiden mit 4,1 Megapixel auflöst und mit HTCs Ultrapixel-Technologie ausgestattet ist. Die zweite Kamera löst lediglich mit 2,1 Megapixel auf, speichert jedoch nur Tiefeninformationen, um beispielsweise ein nachträgliches Fokussieren zu ermöglichen. Weitere Funktionen sind das „Aufwecken“ des Smartphones durch einen doppelten Tipp auf das Display oder durch Wischen über das Display im Stand-by-Modus.
Das Gerät kann in 1080p bei 60 Standbildern pro Sekunde filmen, allerdings löst der Bildsensor für 2160p (4K) zu niedrig auf.

## Tests und Kritik
In Tests schneidet das HTC One (M8) allgemein sehr gut ab. So lobt etwa inside-handy.de die gute Verarbeitung, das Display und den ausdauernden Akku. Kritisiert wird hingegen, dass das Gehäuse in Relation zum Display zu groß ist. Außerdem enttäuscht die Kamera des Grundmodells (M8) die hohen Erwartungen.

## Varianten
Am 2. Juli 2014 wurde per Pressemitteilung von HTC Deutschland bekannt gegeben, dass eine Dual-SIM-Variante des M8 in der 28. Kalenderwoche des Jahres in Deutschland, Österreich und der Schweiz zum Preis von 679 € eingeführt würde. Das Modell wird ausschließlich mit 16 GB internem Speicher angeboten, bietet Platz für zwei Nano-SIM für den Dual-Standby-Modus und bietet zusätzlich eine Speichererweiterung mittels microSD. Die unterstützten Mobilfunk-Frequenzen unterscheiden sich vom herkömmlichen Modell. Insbesondere das LTE-Band 20 (800 MHz) wird nicht unterstützt, welches in Deutschland genutzt wird. Die einzig verfügbare Farbe heißt „Gunmetal Grey“. Die Software entspricht, bis auf die Erweiterung um Dual-SIM-Einstellungen, der des Standard-Modells und wurde im Mai 2015 auf Android Lollipop (5.0.2) aktualisiert, drei Monate nachdem die Standardversion sie erhielt.
Am 18. August 2014 kündigten HTC und Verizon Wireless eine neue Variante des M8 unter dem Namen „HTC One (M8) for Windows“ an, das mit einer Version von Windows Phone 8.1 statt Android als Betriebssystem läuft. Damit ist dieses Gerät das erste HTC mit Windows Phone seit dem 8X von 2012. Die Hardware ist nahezu identisch zur Android-Version, abgesehen bei kleinen Abweichungen bei Farbgebung und Branding. Das Gerät bietet Eigenentwicklungen unter Sense, die in Windows Phone eingebettet werden, wie BlinkFeed und die Duo Camera oder die Unterstützung des Dot View Covers. Die Entwicklung des „M8 for Windows“ wurde durch Änderungen an der Plattform durch Microsoft möglich. So sollte mehr Flexibilität und Abwechslung beim Design und Unterstützung für Softwaretasten möglich sein. Das ermöglichte Herstellern, ihre Androidgeräte ohne große Änderungen mit Windows Phone auf den Markt zu bringen.